# Paperino e la miniera d'oro
Paperino e la miniera d'oro, noto anche come La miniera d'oro di Paperino (Donald's Gold Mine), è un film del 1942 diretto da Dick Lundy. È un cortometraggio animato della serie Donald Duck, prodotto dalla Walt Disney Productions e uscito negli Stati Uniti il 24 luglio 1942, distribuito dalla RKO Radio Pictures.

## Trama
Paperino sta scavando nella sua miniera d'oro, trovando perlopiù delle pietre scure. Quando poi il piccone si impiglia nei vestiti di Paperino, lui cerca di liberarsi della punta metallica, che gli rimane attaccata addosso, con molte improbabili acrobazie. Alla fine ci riesce, scagliando la punta contro il soffitto della miniera e così facendo riempie inaspettatamente il suo carrello con un carico di oro puro. L'asinello di Paperino traina il carrello fino a un frantoio, dove scarica l'oro e senza volerlo anche Paperino. L'asinello resta in pena, osservando il papero che scampa per un pelo a tutti i settori della macchina. Alla fine il papero finisce dentro una macchina per la fabbricazione di lingotti d'oro. Vedendo il berretto di Paperino su un lingotto da 24 carati, l'asino si dispera credendo che quello sia ciò che rimane del suo padrone. Subito dopo, però, Paperino esce illeso dalla macchina, nonostante fu ricoperto d'oro, con la gioia dell'asino.

## Distribuzione

### Cinema
- Paperino nel far west (1966)[1][2]

### Edizioni home video

#### VHS
- Troppo vento per Winny-Puh (giugno 1983)
- Troppo vento per Winny-Puh (marzo 1988)

#### DVD
Il cortometraggio è incluso nel DVD Walt Disney Treasures: Semplicemente Paperino - Vol. 2.